# Molophilus penicillatus
Molophilus penicillatus är en tvåvingeart som beskrevs av Alexander 1941. Molophilus penicillatus ingår i släktet Molophilus och familjen småharkrankar.
Artens utbredningsområde är Peru. Inga underarter finns listade i Catalogue of Life.